# Benjamin Travis Laney
Benjamin Travis Laney (Camden, 25 novembre 1896 – Magnolia, 21 gennaio 1977) è stato un politico statunitense.
È stato il governatore dell'Arkansas dal gennaio 1945 al gennaio 1949. Era rappresentante del Partito Democratico.